# Harumi Fujita (arqueóloga)
Harumi Fujita (japonesa, también conocida como Harumi Fujita Kawabe ) es una investigadora japonesa de arqueología mexicana, que se especializó en el periodo preclásico de los estados del norte de Baja California y Baja California Sur. Con sus investigaciones se ha demostrado que las culturas pesqueras surgieron en la zona a finales del Pleistoceno, lo que indica una ocupación de hace al menos 11.000 años. En una plataforma de una cueva conocida como el Refugio Babisuri, la datación por radiocarbono indicó que el área puede haber estado ocupada desde hace 40.000 años.

## Primeros años
Fujita nació en 1954 en Otaru, Hokkaido, Japón y se crio en Sapporo. En 1978 se mudó a la Ciudad de México y se inscribió en la carrera de arqueología en la Escuela Nacional de Antropología e Historia. Al finalizarla, en 1982, acompañó a Jesús Mora y Baudelina García Uranga a la península de Baja California en el norte de México para completar sus proyectos de campo.

## Carrera
A partir de su trabajó en un depósito de desechos en Baja California Sur en 1988, Fujita dijo que los asentamientos a lo largo de la costa a partir de restos de animales marinos parecían ser transitorios. En 1991, Fujita  fue designada como investigadora del INAH en Baja California Sur. Su tarea inicial fue coordinar un estudio de la zona y documentar los sitios. Entre 1994 y 1996, el estudio de Fujita de la isla y de Isla Partida, documentó 127 sitios costeros, que incluían cuevas, campamentos al aire libre, refugios y pilas de desechos, que contenían artefactos, entierros y pinturas rupestres. Los hallazgos indican asentamientos humanos hace 10.000 y 21.000 años, lo que confirmó que la isla estuvo ocupada mucho antes de la llegada de los europeos.
En 1996, Fujita identificó el sitio Refugio Babisuri en la Isla del Espíritu Santo. En este lugar localizó artefactos hechos de conchas que indican ocupación del sitio hace 40.000 años.
Estos hallazgos significaron que América fue habitada miles de años antes de lo estimado. Se realizaron ochenta y ocho pruebas de datación diferentes en el sitio, confirmando cinco capas de suelos y tres ocupaciones diferentes por habitantes del período Arcaico. En 2000, Fujita y Judith F. Porcasi estudiaron los métodos de caza de los delfines por parte de los primeros pobladores. La falta de restos ha hecho que muchos teóricos rechacen que dicha caza ocurriera en el norte de México, pero Fujita y Porcasi postularon que el choque de piedras bajo el agua desde el costado de un barco podría alterar el sonar de los delfines. En áreas donde se encuentran aguas profundas cerca de la costa, la técnica podría usarse para varar a los animales y permitir su caza con garrotes o lanzas, como se hizo en el Atlántico Norte y las Islas del Pacífico.
Fujita descubrió artefactos en 2011, que eran anzuelos en forma de C, similares a los encontrados en Ecuador, Australia y a lo largo de la costa del Mar Arábigo, lo que indica que hace 8.000 a 11.000 años, los pueblos indígenas que vivían en Baja California Sur se dedicaban a la pesca. Catorce de los anzuelos fueron datados definitivamente en el Pleistoceno terminal, lo que los convierte en unos de los anzuelos de pesca más antiguos que se conocen y confirma que las culturas pesqueras habían surgido en América del Norte antes del Holoceno temprano. En 2013, Aníbal López Espinoza publicó un análisis de las pinturas rupestres documentadas por Fujita, Dave Huddart y Silva. Ampliando su área de investigación a lo largo de la costa cubriendo el área entre La Paz y la sierra de las Cacachilas (de oeste a este) y entre El Novillo y Playa Tecolote (de sur a norte), Fujita identificó 172 sitios con restos arqueológicos significativos. Su trabajo en Baja California Sur ha identificado más de 500 lugares con rastros de valor histórico. En 2014, localizó dos cuevas cerca de la playa Tecolote que confirman un asentamiento antiguo hace unos 10.000 años en el periodo Holoceno Temprano. De manera similar a sitios anteriores encontrados en Espíritu Santo, los habitantes utilizaban con frecuencia recursos marinos y conchas. Continuando sus trabajos en el sitio, descubrió 61 sitios de enterramiento, que muestran características funerarias de enterramientos duales para los antiguos habitantes.

## Obras seleccionadas
- Fujita, Harumi (1995). «Manifestación rupestre en la región austral de BCS» [Rock manifestation in the southern region of BCS]. Revista COBACH (Chiapas, México: Colegio de Bachilleres de Chiapas) (10): 25-29.[15]
- Fujita, Harumi; Rosales, Alfonso; Gutiérrez, María de la Luz (1996). «Una Puerta en el tiempo: El Médano: Un conchero en Cabo San Lucas» [A Door in Time: El Médano: A Conchero in Cabo San Lucas]. Revista Noroccidente: 35-52.[16] [16]
- Poyatos de Paz, Gema; Fujita, Harumi (1998). «Equilibrio entre el hombre y la naturaleza: Los indígenas costeros de El Médano, Baja California Sur, México» [Balance between man and nature: The coastal Indians of El Médano, Baja California Sur, Mexico]. Revista Española de Antropología Americana (Madrid, Spain: Universidad Complutense de Madrid) (28): 11-38. ISSN 0556-6533.[17]
- Porcasi, Judith F.; Fujita, Harumi (July 2000). «The Dolphin Hunters: A Specialized Prehistoric Maritime Adaptation in the Southern California Channel Islands and Baja California». American Antiquity (Cambridge, England: Cambridge University Press) 65 (3): 543-566. ISSN 0002-7316. doi:10.2307/2694535.
- Fujita, Harumi; Porcasi, Judith F.; Poyatos de Pas, Gema (July–December 2002). «Explotación intensiva de delfines en Las Tinas núm. 3, Baja California Sur» [Intensive exploitation of dolphins in Las Tinas no. 3, Baja California Sur]. Arqueología Secunda Época (Mexico City, Mexico: Instituto Nacional de Antropología e Historia) (28): 5-20. ISSN 0187-6074. Consultado el 4 de abril de 2018.
- Fujita, Harumi (2003). «Enterramientos en concheros y cuevas de Baja California Sur» [Burials in piles and caves of Baja California Sur]. Revista Arqueología Mexicana (Mexico City, Mexico: Editorial Raices) 11 (62): 40-43. ISSN 0188-8218.[16]
- Fujita, Harumi; Poyatos de Paz, Gema (2003). «Prehistoric Quarrying and Stone Tool Production at El Pulguero, Baja California Sur, Mexico». PCAS Quarterly (Costa Mesa, California: Pacific Coast Archaeological Society) 39 (2–3): 23-36. ISSN 0552-7252. Consultado el 4 de abril de 2018.
- Fujita, Harumi (2004). «El desierto rodeado del mar: Condiciones favorables para la supervivencia de los indígenas de Baja California Sur».  En Kirchhoff, Paul; Salas Quintanal, Hernán, eds. Desierto y fronteras: el norte de México y otros contextos culturales [The desert surrounded by the sea: Favorable conditions for the survival of the indigenous people of Baja California Sur] (1st. edición). México, D.F.: Universidad Nacional Autónoma. pp. 203-224. ISBN 978-9-703-21573-7.
- Fujita, Harumi (2006). «The Cape Region».  En Laylander, Don; Moore, Jerry D., eds. The prehistory of Baja California advances in the archaeology of the forgotten peninsula. Gainesville: University Press of Florida. pp. 82–98. ISBN 978-08-130-296-58.
- Fujita, Harumi (2009). «Rhyolite Bifacial Preform Production at el Pulguero: A Prehistoric Quarry and Workshop Site in the Cape Region of Baja California». SCA Proceedings (Chico, California: Society for California Archaeology) 22: 1-6. Consultado el 4 de abril de 2018.
- Fujita, Harumi (2010). «Prehistoric Occupation of Espíritu Santo Island, Baja California Sur, Mexico: Update and Synthesis». Journal of California and Great Basin Anthropology (Banning, California: Malki Museum Press, San Diego State University) 30 (1): 17-33. ISSN 0191-3557.
- Laylander, Don; Fujita, Harumi; Guía Ramírez, Andrea (2013). «Clues to Baja California's Prehistory from Marine Shell». SCA Proceedings (Chico, California: Society for California Archaeology) 27: 57-72. Consultado el 4 de abril de 2018.
- Fujita, Harumi; Melgar, Emiliano (March 2014). «Early Holocene use of Pleistocene fossil shells for hide-working at Covacha Babisuri on Espíritu Santo Island, Baja California Sur, Mexico». The Journal of Island and Coastal Archaeology (Abingdon-on-Thames, Oxfordshire, England: Taylor & Francis) 9 (1): 111-129. ISSN 1556-1828. doi:10.1080/15564894.2013.840871.
- Fujita, Harumi; Bulhusen Muñoz, Karim (2014). «Landscape, Raw Material, and Prehistoric Settlement Patterns in the Area of La Paz, Baja California Sur». SCA Proceedings (Chico, California: Society for California Archaeology) 28: 117-134. Archivado desde el original el 8 de abril de 2017. Consultado el 4 de abril de 2018.
- Fujita, Harumi (2016). «Early Holocene pearl oyster circular fishhooks and ornaments on Espíritu Santo Island, Baja California Sur». Monographs of the Western North American Naturalist (Provo, Utah: Monte L. Bean Life Science Museum) 7 (1): 129-134. ISSN 1527-0904. Article 9. Consultado el 4 de abril de 2018.
- Fujita, Harumi; Cáceres-Martínez, Carlos; Ainis, Amira F. (July 2017). «Pearl Ornaments from the Covacha Babisuri Site, Espíritu Santo Island, Baja California Sur, Mexico». PCAS Quarterly (Costa Mesa, California: Pacific Coast Archaeological Society) 53 (2–3): 63-86. ISSN 0552-7252. Consultado el 4 de abril de 2018.